# Vladimir Martjenko
Vladimir Martjenko född den 22 september 1952 i Groznyj, Ryssland, är en sovjetisk gymnast.
Han tog OS-silver i lagmångkampen och OS-silver i fristående i samband med de olympiska gymnastiktävlingarna 1976 i Montréal.